# Polityka zagraniczna Jordanii

Kraje, z którymi Jordania utrzymuje stosunki dyplomatyczne

Polityka zagraniczna Jordanii opiera się na kilku podstawowych celach: zapewnieniu bezpieczeństwa kraju, wspieraniu na Bliskim Wschodzie rozwiązań kompromisowych, umożliwiających powstrzymywanie wzrostu napięć międzynarodowych oraz budowaniu wizerunku Jordanii jako kraju poważanego, postępowego i gotowego do współpracy.

## Wprowadzenie
Kwestia aktywnego udziału Jordanii w polityce zagranicznej wynika z położenia państwa, które będąc politycznie w centrum regionu, sąsiaduje z wieloma ważnymi krajami, tj. Izraelem, Egiptem (przez zatokę Akaba), Arabią Saudyjską, Irakiem oraz Syrią. Dodatkowo duże zaangażowanie się Jordanii w sprawy zewnętrzne wymusza fakt, iż większość populacji ma pochodzenie palestyńskie, a od 2011 roku istotny udział populacji to syryjscy uchodźcy. Całość sprawia, że najważniejszy, bliskowschodni, kierunek królestwa skupia się na konflikcie izraelsko-palestyńskim, Iraku, Syrii oraz państwach Zatoki Perskiej.
Gospodarka Jordanii jest poważnie uzależniona od zewnętrznej pomocy, otrzymywanej od USA, UE oraz bogatszych krajów arabskich, ponieważ, mimo wyjątkowej stabilności państwa, kraj stale zmaga się z brakiem wyraźnej ilości surowców naturalnych, wody pitnej oraz z efektami burzliwych wydarzeń zachodzących u sąsiadów. By móc zapewnić sprawność gospodarce król Abdullah II po intronizacji wprowadził królestwo do Światowej Organizacji Handlu w 2000 roku oraz ustanowił dogodniejsze warunki dla specjalnych stref przemysłowych. Nowy władca od początku swoich rządów postawił na zacieśnianie więzi ze Stanami Zjednoczonymi oraz Unią Europejską i uczynienie z nich istotnych partnerów, co jest szczególnie korzystne dla Ameryki postrzegającej monarchię jordańską jako gwaranta pokoju, a jej ewentualny brak jako wielkie zagrożenie dla całego regionu.

## Stosunki z USA
Haszymidzka Jordania postrzegana jest przez Stany Zjednoczone, jak sam stwierdził Henry Kissinger, jako jedno z najbardziej przyjaznych państw w regionie, na którym opiera się stabilność całego regionu. Dodatkowo oznajmił, że Amerykę i Jordanię łączy niezawodna oraz wierna przyjaźń, która była bardzo pomocna przy prowadzeniu dialogu izraelsko-arabskiego.
Wspólnota strategicznych interesów Jordanii i USA sprawia, że obydwa kraje mówią podobnym głosem w sprawie stabilizacji Iraku oraz powstrzymania wojny domowej w Syrii. Z tego też bierze się stała współpraca obydwu państw w zakresie militarnym, wywiadowczym i dyplomatycznym. Co więcej, Stany Zjednoczone, utrzymując obecny status quo, mogą być pewni, że ich inny wierny sojusznik, Izrael, będzie bezpieczny od strony niemalże całej wschodniej granicy.

## Stosunki z Unią Europejską
Instytucjonalna współpraca między Jordanią a Wspólnotą Europejską trwa od 1977 roku, wraz z podpisaniem Porozumienia o współpracy między EWG a Jordańskim Królestwem Haszymidzkim. Podobnie jak w przypadku USA wynika ona z potrzeby posiadania stabilnych partnerów na Bliskim Wschodzie.
Dalszy rozwój wspólnych kontaktów zaowocował procesem barcelońskim z 1995 roku, podpisaniem umowy o stowarzyszeniu Jordanii z UE (1997-2002), wzięciem udziału w programie Europejskiej Polityki Sąsiedztwa, a później, w 2008, powołaniem Unii na rzecz Regionu Morza Śródziemnego, umożliwiającej dalsze rozszerzenie zakresu wspólnie tworzonych projektów.
W październiku 2010 roku Jordania uzyskała specjalny, „zaawansowany status” w relacjach z Unią, o który wystąpiła dwa lata wcześniej. Była pierwszym krajem regionu śródziemnomorskiego, który otrzymała taką pozycję. Kontynuując kooperację, w 2012 roku zaczęto planować powołanie strefy wolnego handlu UE-Jordania, a także przyjęto królestwo jako członka do Europejskiego Banku Odbudowy i Rozwoju, co pomogło w prowadzeniu dalszych inwestycji w kraju.

## Stosunki z Syrią
Relacje pomiędzy Jordanią a Syrią, od czasów uzyskania niepodległości przez obydwa państwa, pozostają pełne nieufności, jeśli nie wrogości. Obydwa kraje, mimo dawnych aktów współpracy w postaci działań prowadzonych przeciwko Izraelowi, pozostają w ciągłej rywalizacji przez konflikt interesów (pokrywające się strefy wpływów), różnice ideologiczne oraz odmienne kierunki prowadzonej polityki zagranicznej, szczególnie po normalizacji stosunków Jordanii z Izraelem.

## Członkostwo w organizacjach międzynarodowych
| Organizacje                                   | Data przyjęcia   |
| --------------------------------------------- | ---------------- |
| Organizacja Narodów Zjednoczonych             | 14 grudnia 1955  |
| Światowa Organizacja Handlu                   | 11 kwietnia 2000 |
| Światowa Organizacja Zdrowia                  | 1985             |
| Liga Państw Arabskich                         | 22 marca 1945    |
| Zgromadzenie Eurośródziemnomorskie            | 21 stycznia 2010 |
| Unia Międzyparlamentarna                      | 1964             |
| Organizacja Współpracy Islamskiej             | 1969             |
| Grupa 77                                      | –                |
| Interpol                                      | 29 czerwca 1956  |
| Azjatycki Bank Inwestycji Infrastrukturalnych | 25 grudnia 2015  |
| Międzynarodowa Agencja Energii Atomowej       | 1966             |
| Międzynarodowa Agencja Energii Odnawialnej    | –                |